# Салман Кан
Салман Амин „Сал“ Кан (на бенгалски: সালমান খান; на английски: Salman Khan) е американски учител и предприемач. Основател е на Кан академия – платформа за безплатно обучение чрез видео уроци.

## Биография
Роден е на 11 октомври 1976 година в Луизиана. Израснал е в семейство с баща с произход Бангладеш и майка с индийски произход.
В края на 2004 г. Салман Кан помага на братовчедка си Надя с уроците ѝ. Използват чат програмата на Яху, която позволява да се рисува в реално време. Салман решава за по-практично да качва уроците си в Ютюб. Те започват да се радват на все по-голяма популярност. Така през 2009 г. Кан решава да напусне работа и да се посвети изцяло на своите видео лекции. Така и стартира и самата организация Кан академия. Проектът се финансира чрез дарения, голяма част от които идват от Фондацията на Бил и Мелинда Гейтс и от Гугъл. Поради огромния интерес към уроците на Кан проектът става отворен и на 20 септември 2012 г. Кан академията публикува първите страници за своя международен проект – уроците започват да се превеждат на много езици. От 2012 г. започва да се развива и българската организация на Кан академия.

## Признание
Списанието Тайм поставя името на Салман Кан в годишния си списък на 100-те най-влиятелни хора в света. Списание „Форбс“ поставя Салман Кан на корицата си със заглавие "Историята на „$ 1 трилион възможност“.

## Личен живот
Салман Кан е женен и има деца. Живеят в Калифорния, САЩ.